# مارثا دود
مارثا دود (بالإنجليزية: Martha Dodd)‏ هي جاسوسة وكاتِبة أمريكية، ولدت في 8 أكتوبر 1908 في آشلاند في الولايات المتحدة، وتوفيت في 10 أغسطس 1990 في براغ في التشيك.

## وصلات خارجية
- مارثا دود على موقع مونزينجر (الألمانية)